# Gmatwek dębowy

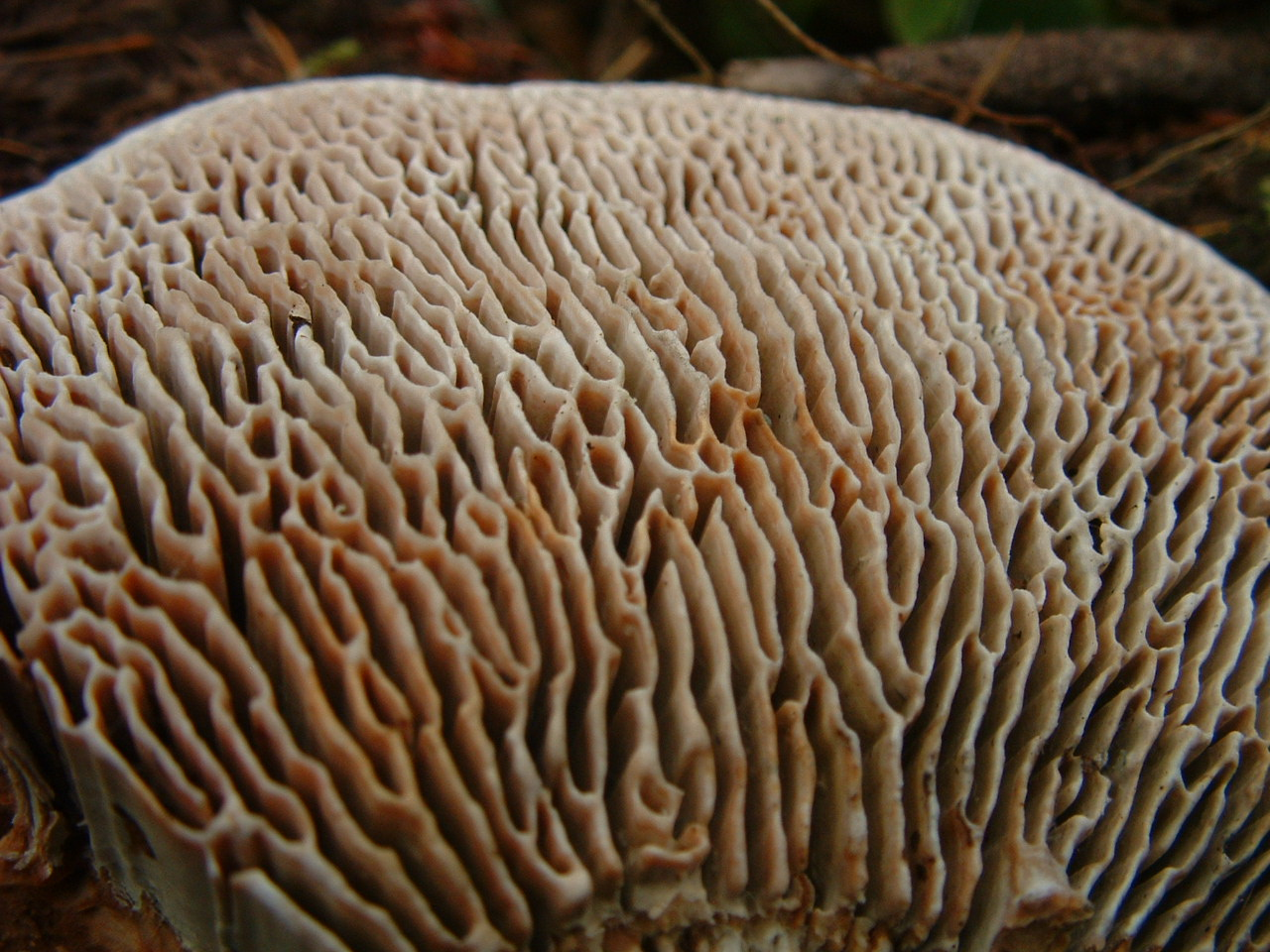
Charakterystyczne labiryntowate blaszki

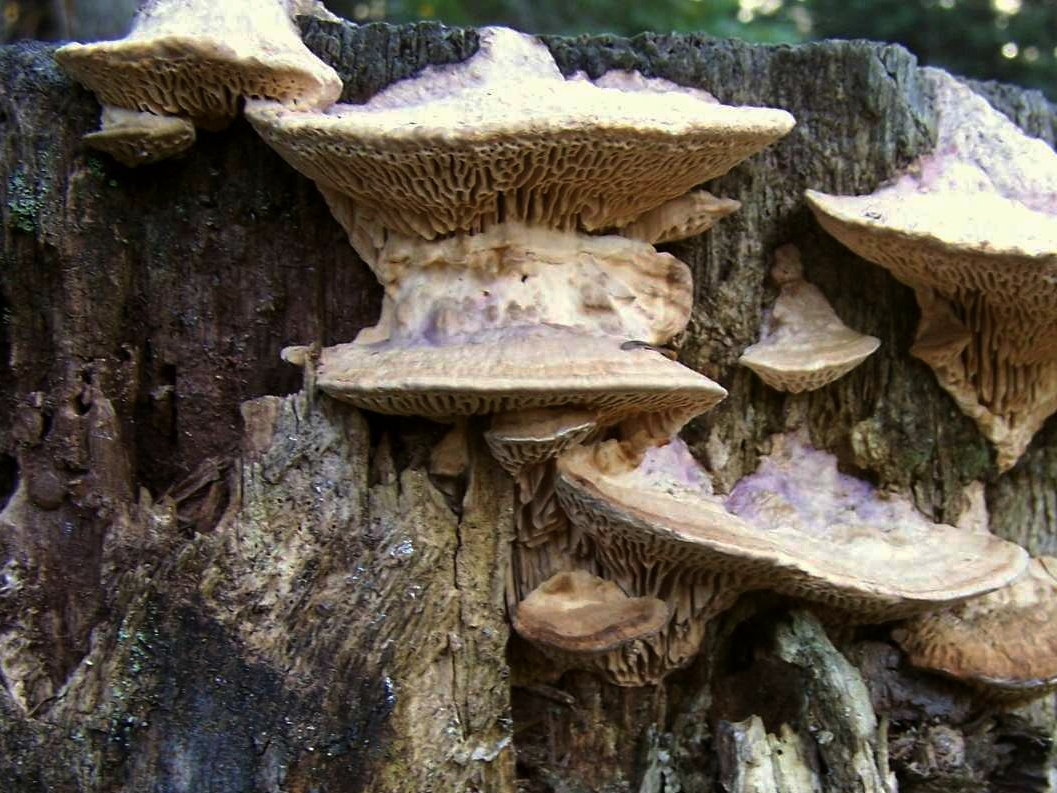
Często występuje gromadnie

Gmatwek dębowy (Daedalea quercina (L.) Pers.) – gatunek grzybów z rodziny pniarkowatych (Fomitopsidaceae).

## Systematyka i nazewnictwo
Pozycja w klasyfikacji według Index Fungorum: Daedalea, Fomitopsidaceae, Polyporales, Incertae sedis, Agaricomycetes, Agaricomycotina, Basidiomycota, Fungi.
Po raz pierwszy takson ten zdiagnozował w 1753 r. Karol Linneusz nadając mu nazwę Agaricus quercinus. Obecną, uznaną przez Index Fungorum nazwę nadał mu w 1801 r. Christiaan Hendrik Persoon, przenosząc go do rodzaju Daedalea.
Synonimów naukowych ma 40. Niektóre z nich:

- Agarico-suber daedaleum Paulet 1793
- Agaricus antiquus Willd. 1787
- Agaricus labyrinthiformis Bull. 1788
- Agaricus labyrinthiformis Hoffm. 1789
- Agaricus quercinus L. 1753
- Antrodia hexagonoides (Fr.) P. Karst. 1879
- Daedalea inzengae Fr. 1861
- Daedalea nigricans Pers. 1801
- Daedalea quercina f. hexagonoides (Fr.) Bondartsev 1953
- Daedaleites quercinus (L.) Mesch. 1892
- Hexagonia minor Lázaro Ibiza 1916
- Lenzites quercina (L.) P. Karst. 1888
- Merulius quercinus (L.) Pers. 1794
- Striglia inzengae (Fr.) Kuntze 1891
- Striglia quercina (L.) Kuntze 1891
- Trametes hexagonoides Fr. in Quélet 1872
- Trametes quercina (L.) Pilát in Kavina & Pilát 1939

Nazwa rodzajowa (Daedalea) pochodzi od Dedala z mitologii greckiej i związana jest z tym, że grzyb ten tworzy labiryntowate blaszki, na kształt mitycznego labiryntu, w którym błądził Dedal. Nazwa gatunkowa (quercina) pochodzi od łacińskiej nazwy dębu (Quercus).
Nazwę polską podał Feliks Berdau w 1876 r. W polskim piśmiennictwie mykologicznym gatunek ten opisywany był też jako huba dębowa, siatkowiec dębowy i gmatwak dębowy.

## Morfologia
Owocnik
Jest wieloletni, osiąga wiek do 10 lat. Do podłoża przyrasta bokiem i ma różnorodny kształt. Może być półkolisty, półeczkowaty, czasami poduszeczkowaty, rozpostarto-odgięty lub nieregularny. Szerokość 5–25 cm, grubość 2–6 cm, brzeg owocnika ostry. Powierzchnia naga, pofałdowana i zazwyczaj niestrefowana, jedynie przy brzegu występuje nieznaczne strefowanie. Kolor jasnobrązowawy, podobny do koloru drewna.
Hymenofor
Blaszkowy, labiryntowaty. Blaszki niewarstwowane, elastyczne i grube, o długości 2–5 cm, w kolorze kremowobrązowym.
Miąższ
W kolorze od kremowego do brązowego, korkowaty i elastyczny. Po wysuszeniu staje się bardzo lekki.
Wysyp zarodników
Biały. Zarodniki cylindryczne, gładkie o rozmiarach 5-6 × 2–3,5 μm.

## Występowanie i siedlisko
W Europie jest szeroko rozprzestrzeniony, zasięg występowania pokrywa się z zasięgiem występowania dębów. Ponadto występuje w Afryce Północnej (w Tunezji), w Azji od Kaukazu do Indii, a także w Australii. Szeroko rozprzestrzeniony jest także w Ameryce Północnej, ale na zachód od Missisipi jest rzadki. W Polsce jest pospolity.
Rośnie na drewnie dębów i bardzo rzadko na drewnie innych gatunków drzew liściastych (spotykano go na grabach i bukach). Występuje na martwych pniach i pniakach drzew w lasach i parkach, ale także na drewnie budowlanym, np. na drewnianych, wykonanych z dęba konstrukcjach mostów, słupach itp.

## Znaczenie
- Grzyb niejadalny[6].
- Saprotrof, w budownictwie grzyb szkodliwy niszczący drewno użytkowe[5]. Wywołuje brunatną zgniliznę drewna[7].
- W badaniach naukowych potwierdzono jego własności lecznicze. Zawiera antyoksydacyjny związek chemiczny kwercinol wykazujący szerokie działanie przeciwzapalne[9].
- K. Moszyński w Kulturze Ludowej Słowian podaje, że na Polesiu palono gmatwka dębowego „w czasie komarowego sezonu” wewnątrz mieszkań w skorupie lub wprost na podłodze jako środek przeciw komarom”[10].

## Gatunki podobne
- gmatwica chropowata (Daedaleopsis confragosa) ma podobny, labiryntowaty hymenofor, ale wytwarza cienki i strefowany owocnik o bardzo ostrym brzegu[5].